# スズメタケ属
スズメタケ属(Dictyopanus)は真正担子菌綱ハラタケ目キシメジ科の菌類。スズメタケの名のとおり、キノコ自体は非常に小さい。日本ではスズメタケ・ヤミスズメタケ・コノハスズメタケの三種が発見されており、スズメタケ、コノハスズメタケは発光することが知られている。